# Grundy NewBrain

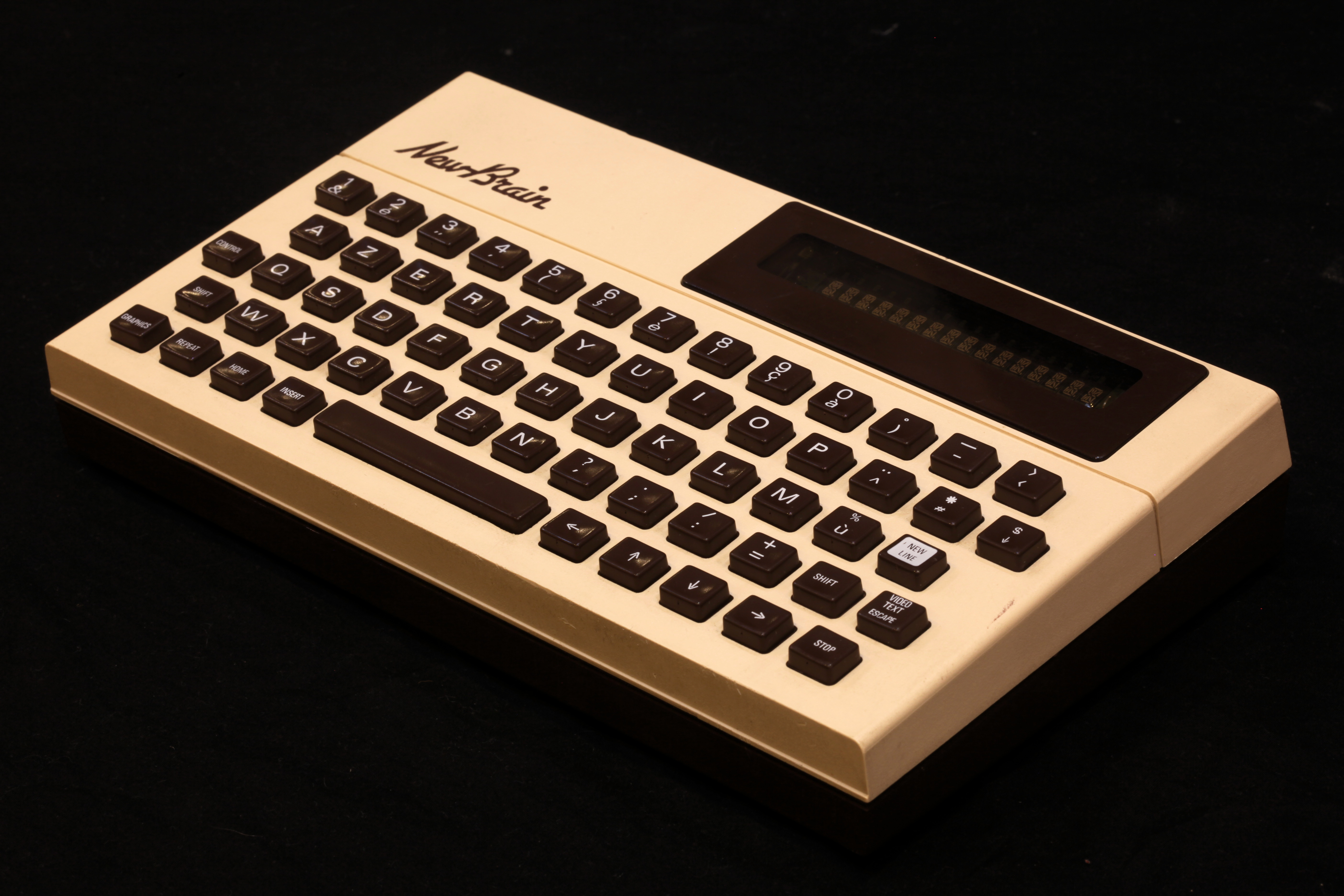
GBS Newbrain AD con teclado francés. Exhibido en el Musée Bolo, EPFL, Lausanne.

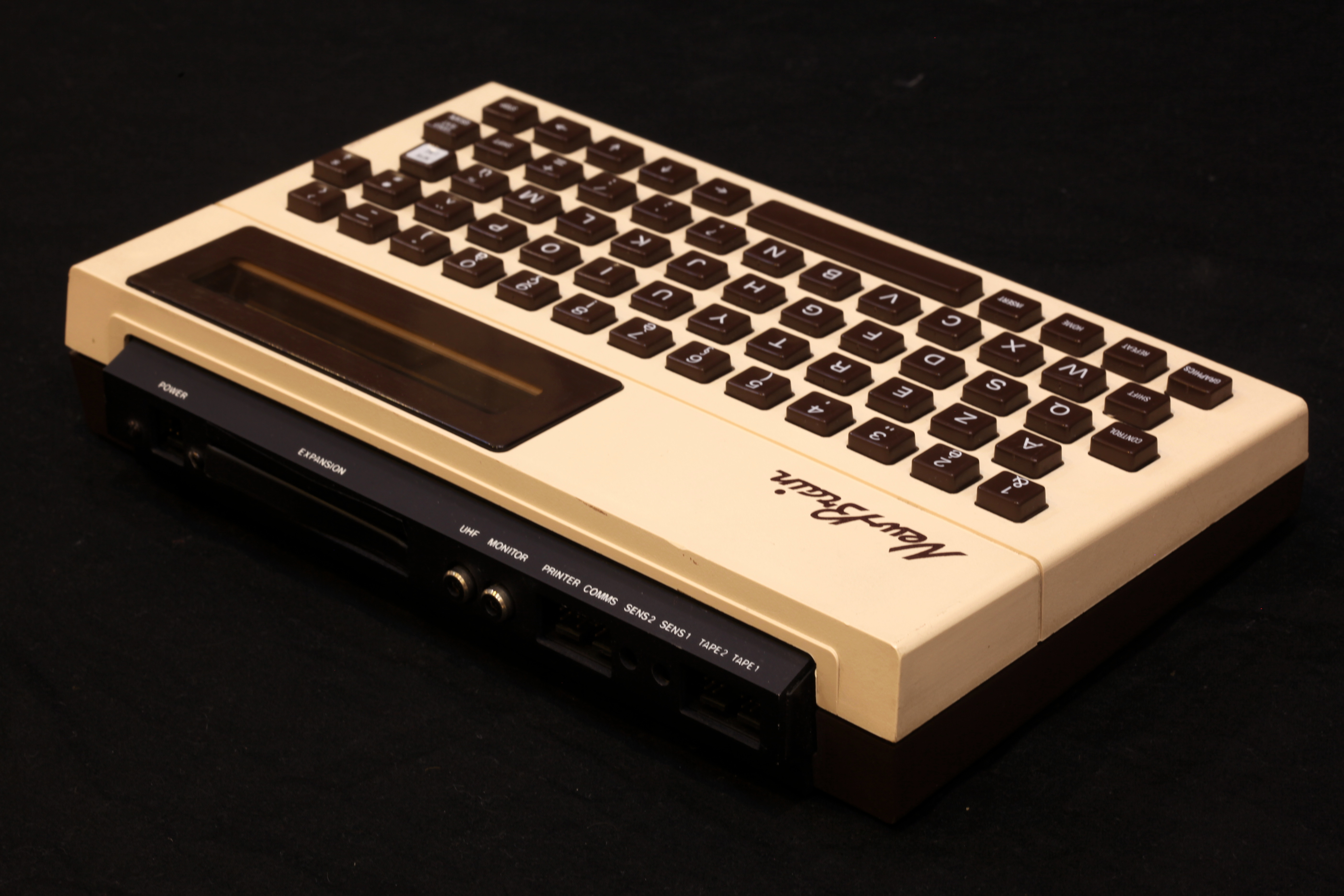
Vista de los conectores de la misma máquina.

El Grundy NewBrain fue un microordenador vendido a principios de la década de 1980 por la empresa Grundy Business Systems Ltd, ubicada en Teddington y Cambridge, Inglaterra.

## Inicios
El proyecto NewBrain comenzó en 1978 cuándo Sinclair Radionics, tras la comercialización del MK-14 y buscando algo más elaborado, empezó a trabajar en su desarrollo, con Mike Wakefield como diseñador y Basil Smith como ingeniero de software. En ese momento Sinclair Radionics estaba en quiebra y era controlada por el Departamento de Industria del Gobierno Británico a través de la National Enterprise Board (NEB).
Este proyecto pretendía ser competencia del Apple II, y tenía poca cabida en la forma en que Sinclair se enfocaba hacia el mercado económico para el consumo. Cuando fue obvio para Sinclair que el NewBrain no podría ser vendido por debajo de las 100 Libras de precio, sus planes se enfocaron hacia el diseño del ZX80, que sería finalmente desarrollado por su otra compañía, Science of Cambridge Ltd.
Tras el cierre definitivo de Sinclair Radionics, el proyecto NewBrain pasó entonces a Newbury Laboratories, otra empresa propiedad de la NEB. En 1980 Newbury anunció la comercialización inminente de tres modelos del NewBrain, incluido un ordenador portátil a baterías.

## El proyecto BBC micro

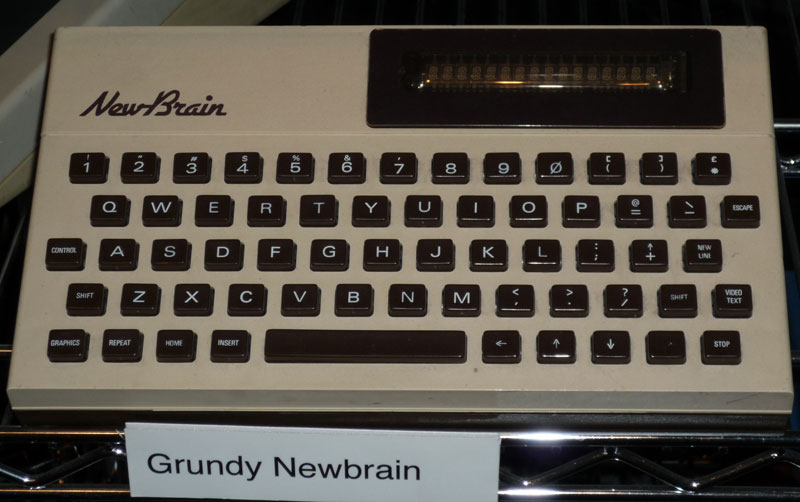
Un modelo AD inglés, con el display de 16 caracteres, exhibido en el National Museum of Computing, en el Reino Unido.

A principios de 1980 la televisión pública del Reino Unido (la BBC), junto al Departamento Público de Educación Superior, concibieron la idea de emitir un programa en televisión para la alfabetización sobre ordenadores, principalmente en respuesta al impacto de la miniserie documental de 6 episodios emitida en 1979 The Mighty Micro (El micro poderoso), en la que el Dr. Christopher Evans del Laboratorio Nacional de Física del Reino Unido pronosticó la próxima (micro) revolución de los ordenadores. El documental fue muy influyente, hasta el extremo de que se plantearon preguntas en el Parlamento Británico sobre el tema. 
A raíz de las preguntas en el Parlamento, el Departamento de Industria se interesó en el programa, finalmente denominado BBC Enterprises, ya que vio una oportunidad de vender una máquina que se usara tanto en los programas educativos que se emitirían por televisión como en colegios. A la empresa BBC Ingeniería se le encomendó la tarea de diseñar las especificaciones y objetivos del programa. 
Finalmente, y bajo cierta presión por parte del Departamento de Industria para escoger un sistema británico, la BBC "escogió" el NewBrain, diseñado por una empresa controlada por dicho Departamento. La especificación inicial de la BBC fue redactada usando las especificaciones del NewBrain, con la (presumiblemente) expectativa de que Newbury Laboratorios ofertara y ganara, aunque finalmente no fue así. A pesar de que el NewBrain estaba bajo intenso desarrollo por Newbury, pronto quedó claro que no iban a ser capaces de producirlo. Newbury no tenía experiencia, así que abriendo la puerta a otras compañías. Los programas de televisión de la BBC, inicialmente planificados para el otoño de 1981, se aplazaron a 1982. Cuando Chris Curry y Clive Sinclair descubrieron los planes de la BBC, esta dejó a otros fabricantes entregar sus propuestas. Chris Curry visitó la BBC y les persuadió para cambiar las especificaciones para que sus Acorn entraran en ellas, mientras Sinclair presentaba su ZX-81, cuya principal ventaja era su precio.
La BBC finalmente escogió el ordenador de Acorn Computers Ltd. A raíz de la decisión de la BBC, el British Technology Group, que había reemplazado al NEB, vendió el diseño final y la producción a la empresa Grundy. Grundy estaba buscando una máquina para entrar en el negocio del ordenador personal, aunque ya producían una máquina basada en el CP/M 2.2 construido dentro de la carcasa de un Terminal de Ordenador, que era un clon virtual del Intertec Superbrain.

## Modelos disponibles

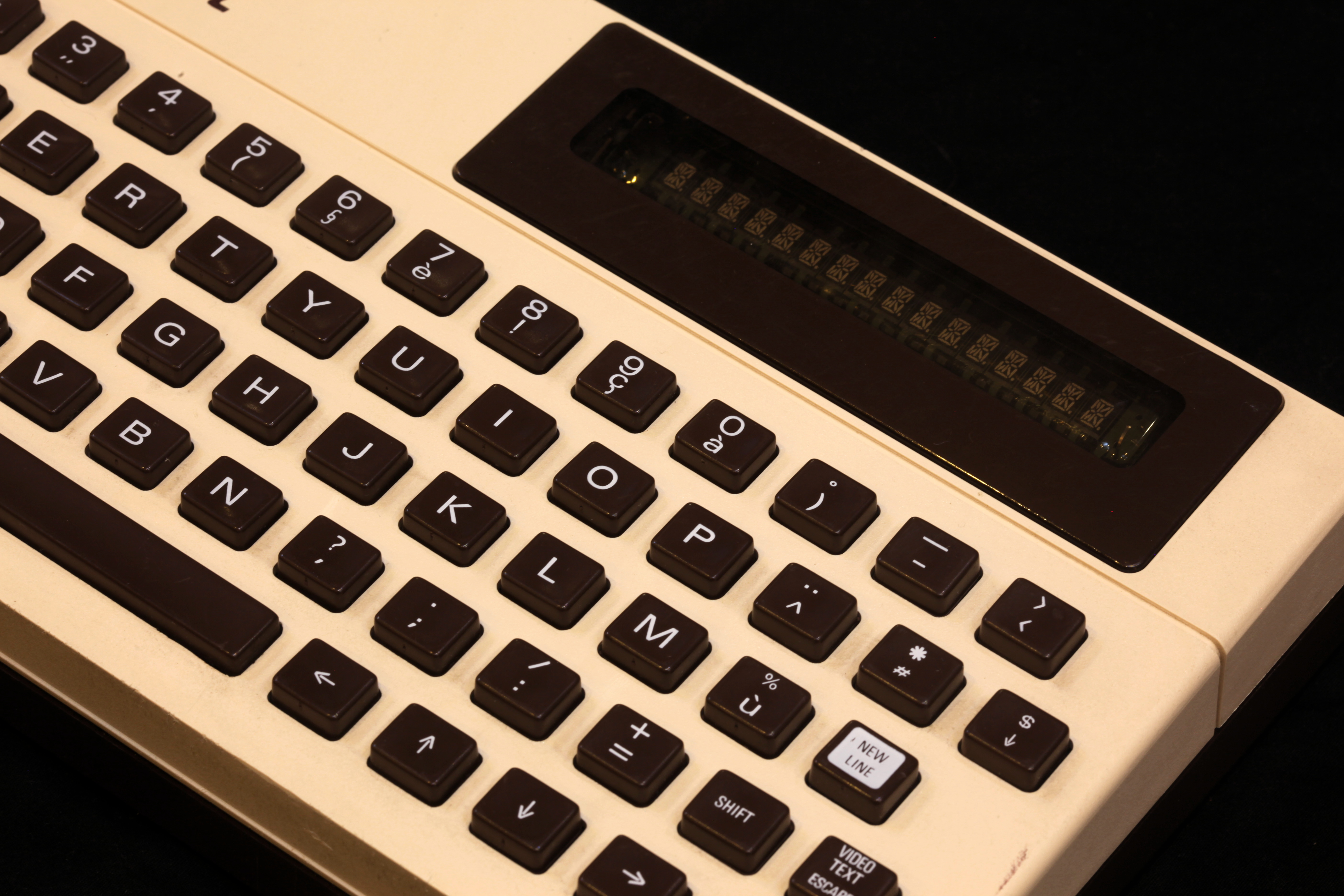
Detalle de la pantalla de un AD (modelo con display de una línea). En exhibición en el Musée Bolo, EPFL, Lausanne.

Fueron lanzados dos modelos principales. El modelo 'A' se conectaba a un televisisor o a un monitor. El modelo 'AD' además incluía una pantalla fluorescente (VF), de una línea de 16 caracteres, que permitía su manejo con o sin la televisión o el monitor. El display VF respondía a las teclas de cursor para hacer scroll del área exhibida en la pantalla. Un modelo adicional fue liberado, pero fue una versión por encargo para una cadena farmacéutica, sin posibilidad de conectar a una pantalla externa, solo usando el VF, del que no se sabe demasiado más.
También se lanzó un chasis de expansión, proporcionando 64 Kb de memoria adicional paginada. Como el Z80 tiene un bus de direcciones de 16 bits, solo puede direccionar 64 Kb de memoria a la vez. El sistema de memoria paginada en el chasis de expansión utilizaba conmutación de bancos de memoria para permitir al NewBrain aprovechar varios módulos de 64 Kb. El módulo de expansión incluía un puerto de impresora paralelo y dos puertos serie basados en hardware, además de un bus de expansión para conectar módulos adicionales de 8 y 16 vías que estaban bajo desarrollo. El módulo de expansión incluida en ROM el Software Series 2, reemplazando al de la placa base, así como software para manejo de los nuevos dispositivos. 
El CP/M 2.2 estaba también disponible. Bajo CP/M 2.2 la ROM interna con el BASIC era paginada hacia RAM para su uso por el sistema operativo, pero esto dejaba solo 32 Kb libres para el CP/M. Con el módulo de expansión las tres ROM de 8 Kb del módulo del procesador eran paginados hacia la memoria externa para dar al NewBrain el máximo disponible de Memoria para el Área de Programa (Transient Program Area) del CP/M , para que los requisitos de memoria mejoraran. Grundy Business Systems lanzó dos unidades de disquetes de 5.25", de 40 pistas simple cara con 200 Kb de capacidad, y de 80 pistas doble cara con 800 Kb de capacidad. Varios fabricantes independientes proporcionaron unidades de 40 pistas doble cara con 400 Kb de capacidad. En 1983 estuvo disponible la unidad Sony de 3.5" y se crearon unidades simples y dobles en el color crema de la carcasa. El disco de 3.5" y 800 Kb tenían un formato más eficaz, ya que permitía almacenar 4 discos de 200 Kb en cada disquete de 800Kb.
Esta máquina permitía leer discos en otros formatos, por lo que era sencillo intercambiar información desde otros sistemas usando las disqueteras.

## Uso comercial
El NewBrain fue ampliamente utilizado por el Gobierno Angoleño para la planificación central del Ministerio Angoleño de Comercio entre 1981 y 1984, que se realizaba con esta máquina en vez de usar ordenadores mucho más caros.

## Software
El NewBrain sin expansiones contenía software proporcionado en ROM, principalmente un intérprete de BASIC, un editor de pantalla completa y varios drivers de dispositivos. Otros paquetes estaban incluidos en la ROM (por ejemplo matemáticas y paquetes de gráfico), y eran accesible tanto al BASIC como a cualquier otro software.
Toda su área de E/S estaba basada en flujos (streams) y era completamente ortogonal: cualquier dispositivo podría ser reemplazado por una alternativa, a pesar de que el manual advertía que los dispositivos debían ser escogidos con cuidado. Esta aproximación hizo fácil escribir programas que podría intercambiar datos entre la entrada y la salida, ya fueran la pantalla, el teclado o una cinta. 
El paquete de matemática disponía de 12 decimales de precisión y una gama dinámica de 10−150 a 10+150, en comparación las máquinas más comunes del momento usaban 6 decimales y una gama dinámica de 10−38 a 10+38. Esto se lograba al usar base 256 para el formato de punto flotante, en lugar de la más habitual base 2, y utilizando 6 bytes para almacenar números, en lugar de los más habituales cuatro. Cinco bytes almacenaban los dígitos decimales del número, mientras que el sexto byte almacena el signo en su primer bit y el exponente en los siete restantes. Por ejemplo, el número pi (π) estaba almacenado como 3.14159265358.
Los benchmarks mostraban que aunque el NewBrain efectuaba cálculos de doble precisión, era uno de los ordenadores disponibles de 8 bits más rápidos del momento, completando el test PCW 8 en 7.0 segundos. Como comparación con otras máquinas contemporáneas suyas, el Sinclair Spectrum tardaba 25.3 segundos, mientras que el BBC Micro tardaba 5.1 segundos, pero usando menos dígitos significativos. El IBM PC de 16 bits tardaba 3.5 segundos.
La pantalla gráfica estaba separada de la pantalla de texto, y se abría como un nuevo flujo de salida, que compartía espacio con la pantalla de texto. Las órdenes de gráficos estaban basadas sobre palabras clave del Logo (gráficos de tortuga), y proporcionaban un medio flexible para dibujar. Las últimas dos generaciones de ROMs del NewBrain incluían órdenes gráficas adicionales, la ROM 1.9 añadía dos órdenes adicionales y la 2.0 alguna más, pero para asegurar la compatibilidad descendente muy poco software utilizaba estas órdenes adicionales. Los programadores trabajaban en la versión 2.2 así como con versiones para teclados diferentes, incluyendo francés, alemán, griego o sueco. Grundy consideró ofrecer las ROMs del Software Series 2 a los usuarios existentes, pero esto obligaba a desoldar las ROM de la placa base y poner un zócalo en su lugar. El coste en tiempo y materiales, junto al fracaso de la compañía en 1983, significó que a los usuarios nunca les fue ofrecida esta posibilidad.
El intérprete de BASIC que incluía era una versión extendida de ANSI BASIC, cuyas sentencias era similares a las del Microsoft BASIC. El paquete de gráficos incluía comando para dibujar puntos, líneas, arcos, áreas rellenas y ejes de coordenadas.
Grundy ofreció un 'Manual Técnico de Software'. Dicho manual documentaba varias rutinas de la ROM que se podría llamar, junto a sus parámetros. Quedó para los grupos de usuarios del NewBrain publicar los detalles de cómo para acceder a estas rutinas a través de llamadas indirectas (una dirección en la memoria baja se rellenaba con estos parámetros, y se llamaría a la ubicación concreta de la ROM usando una tabla de saltos regresando con el fin de la rutina). Incluso el acceso a la pantalla requería este uso indirecto, cuando la ubicación de la memoria de pantalla cambiaba al crear un nuevo flujo de entrada/salida (temporales) para un flujo gráfico. El mapa de memoria y otra información técnica estaba incluida en numerosas notas técnica que eran suministrados a los comerciales y usuarios de forma gratuita. El Manual Técnico tenía un precio minorista de 50 libras.
HiSoft produjo versiones de su editor y compilador de Pascal para el NewBrain. Un número de aplicaciones para CP/M fueron reconvertidas para su uso con el terminal CP/M del NewBrain, y quedaron disponibles en disquetes de 5.25" y 3.5", incluyendo ensambladores y depuradores para el Z80, Pro Pascal y Pro Fortran, Tcl Pascal, dBase II, WordStar 3.3, aplicaciones de contabilidad de Peachtree, la base de datos Superfile y versiones CP/M del Hisoft Pascal, Modula-2, Ensamblador Z80 y editor de texto.
Muchas empresas independientes de software (por ejemplo IEL, MicroMart o Black Knight Computers) proporcionaron software para el NewBrain, que fue suministrado a usuarios como el Ministerio Británico de Defensa o la Universidad de Cambridge.

## El fin
Tradecom adquirió Grundy Business Systems en 1983 a fin de cubrir un contrato para suministrar microordenadores a escuelas y centros de formación en Holanda. Crearon un servidor con discos flexibles al que varios NewBrains podría acceder para cargar programas usando un cable serie, y un sencillo conmutador permitía al profesor ver la pantalla del alumno. También diseñaron un teclado con texto predictivo usando un teclado no QWERTY a la moda lo que tuvo cobertura televisiva, pero el NewBrain que operaba por debajo no fue mencionado.
Los NewBrain de Tradecom fueron suministrados enteramente con stock existente. Se lanzó una nota de prensa hablando sobre una nueva fábrica en India para proporcionar NewBrains para los mercados indio y europeo, pero no se materializó.

## Hoy
El grupo de usuario holandés de NewBrain mantiene descargas en PDF de varias publicaciones, y un enlace a un sitio web griego que contiene un emulador basado en PC. El sitio web holandés tiene muchos programas disponibles para el NewBrain, que pueden ser ejecutados en el emulador.